# Tratado de Oliva

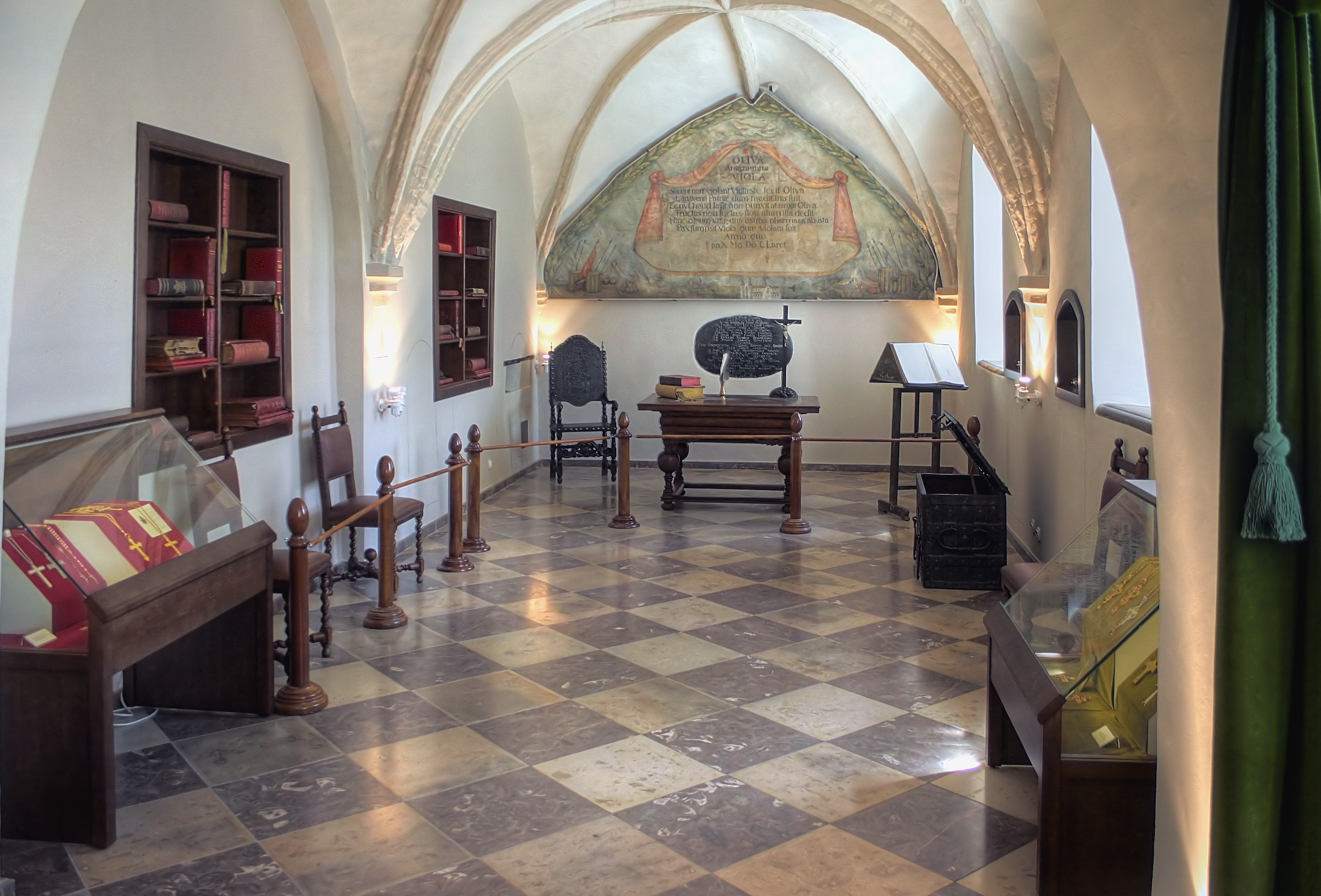
Sala e la abadía de Oliva donde se firmó el tratado

La Mancomunidad polaco-lituana en 1660, tras las guerras contra suecos y transilvanos

El Tratado de Oliva (o Paz de Oliva; en alemán: Vertrag von Oliva, en polaco: pokój oliwski, en sueco: Freden i Oliva) fue un tratado de paz firmado en la abadía de Oliwa (en latín: Oliva) cerca de Danzig en la Prusia Real, provincia de la Mancomunidad Polaco-Lituana, el 3 de mayo de 1660. Los signatarios fueron el emperador Leopoldo I, el elector Federico Guillermo I de Brandeburgo, el regente sueco Magnus Gabriel De la Gardie y el rey Juan II Casimiro de Polonia. La placa conmemorativa rezaba: PACIS OLIVIENSIS AD GEDANUM IN PRVSSIA.
En el tratado Juan II Casimiro renunciaba a sus pretensiones a la Corona sueca, que su padre, Segismundo III, había perdido en 1599. Polonia además cedía formalmente Livonia a Suecia junto con la ciudad de Riga, que había estado bajo control sueco desde la década de 1620. El tratado resolvía los conflictos entre Suecia y Polonia que habían quedado en pie desde la guerra de 1598-1599 entre el duque Carlos y Segismundo Vasa (Segismundo III de Suecia), la guerra polaco-sueca (1600-1629) y las guerras del Norte (1655-1660).
Los Hohenzollern de Brandeburgo vieron asimismo reconocida su independencia y soberanía sobre el Ducado de Prusia; anteriormente habían dominado el territorio como feudo del rey de Polonia. En caso de que la familia se extinguiese, el territorio revertiría a la Corona polaca.
El Tratado de Oliva, junto con el Tratado de Copenhague (1660) de ese mismo año, marcaron el punto de máximo esplendor  del poderío sueco.
- Datos: Q17335
- Multimedia: Treaty of Oliwa / Q17335